# Agnieszka Rothert
Agnieszka Krystyna Rothert (ur. 1962) – polska politolożka, doktor habilitowana nauk humanistycznych, wykładowczyni na Wydziale Nauk Politycznych i Studiów Międzynarodowych Uniwersytetu Warszawskiego.

## Życiorys
W 1995 uzyskała doktorat z nauk humanistycznych na Wydziale Dziennikarstwa i Nauk Politycznych Uniwersytetu Warszawskiego w zakresie nauki o polityce na podstawie dysertacji Uczestnictwo nowych ruchów społecznych w systemach politycznych deformacji zachodnich (promotor: Konstanty Wojtaszczyk). W 2009 habilitowała się na podstawie monografii Emergencja rządzenia sieciowego.
Od 1992 do 2019 wykładała w macierzystym Instytucie, w latach 2010-2019 jako profesor nadzwyczajna kierowała Zakładem Instytucji Europejskich, a w latach 2011-2019 - Międzyinstytutową Pracownią Płeć i Polityka. Od 2019, po likwidacji INP, w Katedrze Teorii Polityki i Mysli Politycznej WNPiSM UW.
Autorka książek na temat zastosowania teorii złożoności, analizy sieciowej w naukach politycznych, zarządzania transnarodowego, innowacji i kreatywnego myślenia. Wypromowała jednego doktora. Od 2018 członkini zarządu Komitetu Naukowego „Socio-political Pluralism” Międzynarodowego Towarzystwa Nauk Politycznych (IPSA).

## Wybrane publikacje
- Uczestnictwo nowych ruchów społecznych w systemach politycznych demokracji zachodnich, Warszawa, 1995.
- Demo-net. Wirtualna projekcja rzeczywistości, Warszawa: Scholar, 2001.
- Technopolis. Wirtualne sieci polityczne, Warszawa: Dom Wydawniczy Elipsa, 2003.
- Cybernetyczny porządek polityczny, Warszawa: Oficyna Wydawnicza ASPRA-JR, 2005.
- Między porządkiem a chaosem, Warszawa: Dom Wydawniczy Elipsa, 2006.
- Emergencja rządzenia sieciowego, Warszawa: Dom Wydawniczy Elipsa, 2008.
- Dezagregacja Polityki, Warszawa: Dom Wydawniczy Elipsa 2010.
- Modelowanie, władza i światy alternatywne, Warszawa: Dom Wydawniczy Elipsa, 2013.
- Władza wyobraźni: edukacja, innowacje i demokracja, Warszawa: Dom Wydawniczy Elipsa, 2015.
- Odporność i szok: polityka r/ewolucji, Warszawa: Wydawnictwo Naukowe Scholar, 2017.